# مناطق جمهورية الصين الشعبية الإدارية الخاصة

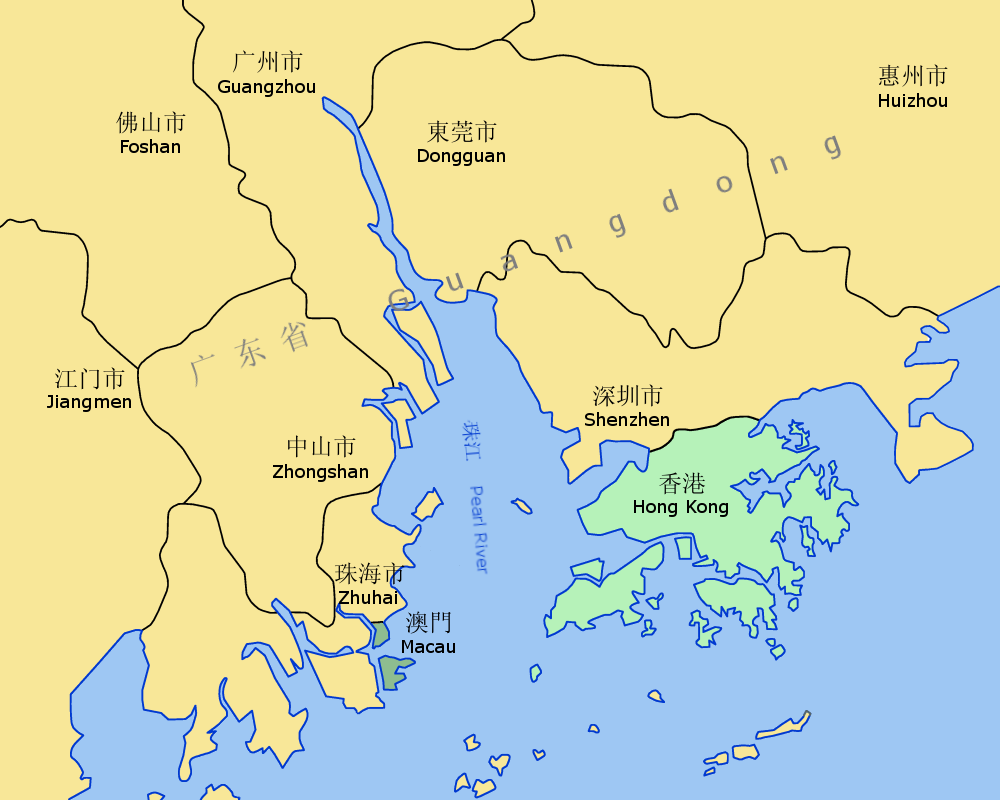

مناطق جمهورية الصين الشعبية الإدارية الخاصة (تُعرَف اختصاراً بـSAR) هي مناطق حكم ذاتي تقع تحت سيادة جمهورية الصين الشعبية، إلا أنها لا تمثل رغم ذلك جزءاً من بر الصين الرئيسي. تنصُّ المادة 31 من دستور جمهورية الصين الشعبية لعام 1982 على الأسس القانونية لإقامة المناطق الإدارة الخاصة، وذلك على العكس من تقسيمات الصين الإدارية العادية كالولايات والمقاطعات، التي تختصُّ بها المادة 30. وتقول المادة في ذلك: "قد تؤسّس الدولة عندما تقتضي الضرورة مناطق إدارية خاصة. النظام الذي سيتبع في المناطق الإدارية الخاصة سيوضع بقانونٍ يسنُّه المجلس الشعبي الوطني في ضوء ظروف معيَّنة".
توجد في الوقت الحالي منطقتان إداريتان خاصَّتان تتبعان جمهورية الصين الشعبية، هما هونغ كونغ وماكاو، اللتين كانتا في السابق مستعمرتين للملكة المتحدة والبرتغال، ونقلت ملكيَّتهما إلى الصين في عامي 1997 و1999 على التوالي، في أعقاب الإعلان الصيني البريطاني المشترك (1984) والإعلان الصيني البرتغالي المشترك (1987). يعد هذان الإعلانان معاهدتين ملزمتين مسجَّلتين لدى الأمم المتحدة، وبحسب قانون هونغ كونغ الأساسي وقانون ماكاو الأساسي فإن كلا المنطقتين «ستحوزان درجةً عاليةً من الاستقلال الذاتي».
ظهرت نيَّة تأسيس المناطق الإدارية الخاصة في الدستور الصيني عام 1982، وذلك في ضوء محادثاتٍ بين المملكة المتحدة وجمهورية الصين الشعبية بخصوص تبعية هونغ كونغ المستقبلية. وقد كانت رؤية هذا النظام الجديد هي أنه سيمهِّد الطريق لإعادة اتحاد تايوان والجزر الأخرى مع الصين أخيراً بعد أن وجدت مستقلَّة منذ عام 1949. رغم ذلك، ليست هناك حتى الآن أيُّ إشاراتٍ لانضمام تايوان مجدداً إلى الصين في المستقبل القريب.